# O Garoto Que Colecionava Homem-Aranha
"O Garoto Que Colecionava Homem-Aranha" (em inglês: The Kid Who Collects Spider-Man) é uma história do Homem-Aranha escrita por Roger Stern, desenhada por Ron Frenz, finalizada por Terry Austin e colorida por Christie Scheele. e originalmente publicada em The Amazing Spider-Man #248 em 1984. Na história, um jovem fã do Homem-Aranha encontra o seu herói.
A história foi eleita como uma das "Top 10 histórias do Homem-Aranha de todos os tempos" pela Wizard e é considerada uma das mais amáveis histórias do cabeça de teia.

## Enredo
O jovem Tim Harrison encontra-se em sua cama. Uma citação de um pedaço de um jornal diz que ele é o maior fã do Homem-Aranha no mundo e recolheu todos os artigos disponíveis sobre o herói, incluindo um álbum inteiro de retrações do Clarim Diário.  De repente, o Homem-Aranha entra em seu quarto, surpreendendo o garoto e, em seguinte, dizendo que queria muito conversar com o mesmo.
Tim pergunta quem realmente é o Homem-Aranha, mesmo na primeira tentativa o garoto não conseguindo arrancar uma resposta positiva, o aracnídeo revela seu rosto, tirando a máscara e se identificando como Peter Parker, e além de dizer que todas as fotos dos artigos que o garoto tem, foi ele mesmo quem as tirou. Após Tim jurar que não revelaria a identidade do super herói, o Homem-Aranha parte após um abraço; A última das legendas do jornal afirma que o único desejo do menino era conhecer o herói em pessoa, porque ele vai morrer de leucemia em poucos dias.

### Fundo
Originalmente, Amazing #248 mostra uma luta do Homem-Aranha contra Thunderball, mas a história de fundo de Stern é lembrada bem mais do que o conto principal. De acordo com Stern:
Em parte, tenho certeza de que ele nasceu de um desejo de minha parte fazer uma história de interesse humano curto no estilo de Will Eisner - té por isso que a história é parcialmente avançada através de recortes de jornais ... Eu estava tentando ser Eisneresto.

## Em outras mídias
A história vagamente inspirado uma história de duas partes ("Faça um desejo/O ataque do Octobot") na terceira temporada de Homem-Aranha: a série animada.A principal diferença é que o garoto em questão é uma menina, chamada Taina. É mencionado que ela tem um irmão gêmeo chamado Timmy. Outra referência a Tim está no final do episódio, onde há uma placa onde se lê "WISH COME TRUE FOUNDATION FOR TERMINALLY ILL CHILDREN".

## Edições
A história foi reimpressa várias vezes e recolhidas em várias brochuras comerciais, incluindo The Very Best of Spider-Man (dezembro de 1994, ISBN 0-7851-0045-8).